# برهان (حقيقة)
البرهان هو جمع ما يكفي من الأدلة أو الحجج المنطقية للدلالة على حقيقة ما مفترضة.
بشكل عام ينطبق هذا المفهوم على مجموعة متنوعة من التخصصات، حيث يُستعمل كل مرة في نطاق معين مختلف عن النطاق الذي استُخدم فيه مرة سابقة أو لاحقة. ومع ذلك فالتعريف المشترك المتعارف عليه هو أن البرهان في الحقيقة هو التمكن من جمع أدلة أو مبررات أو معايير كافية لإبراز والتأكيد على حقيقة معينة.
في مجال التواصل (سواء الشفوي أو الكتابي) والذي يعتمد بشكل مباشر على الاتصال يُعد إجراء المحادثات، الحوارات والخطابات وما إلى ذلك دليل على الإقناع خاصة عندما يتعلق الأمر بالأفعال اللغوية.[بحاجة لمصدر] أما في مختلف مجالات الرياضيات القائمة بشكل أساسي على المسلمات ثم الفرضيات فالبرهان هو حجة ضرورية للبرهنة على نظرية ما، وبالتالي لن يتم قبول النظرية أو الفرضية ما لم تحصل على برهان منطقي سليم وذلك بعد المرور طبعا بقواعد الاستدلال بدءا من تلك البديهية (المسلَّم بها والمتعارف عليها والتي لا تحتمل الخطأ) ثم الفرضية وهكذا. بات موضوع المنطق وبخاصة نظرية الإثبات ذو أهمية كبيرة حيث يُستعمل في الدراسات المعمقة كما له دور مهم في بناء مفهوم البرهان الفلسفي، وبات في الآونة الأخيرة يُستعمل في نظرية وجود الله حيث يتم جمع مجموعة من الأدلة لإثبات وتبرير وجوده. أما في الفقه القانوني فالبرهان من أجل الحقيقة يُقابل مفهوم قانون الإثبات، جنبا إلى جنب مع مفهوم «عبء الإثبات» كمفهوم مشترك بين كل من الفلسفة والقانون.

## التفسير
الأدلة مطلوبة في معظم التخصصات لإثبات شيء ما، وتُعد الأدلة المستمدة من تجارب العالَم من حولنا خاصة تلك المتعلقة بالعلم مهمة ولها قدر كبير من المصداقية وبالتحديد عندما يتعلق الأمر بالطبيعة، كما تُعتبر الأدلة الحاصل عليها من الشهود وتحقيقات الطب الشرعي مهمة إلى حد ما باعتبار أن نسبة الخطأ فيها ضعيفة.[بحاجة لمصدر] الاستثناء الملحوظ هنا هو أن الأدلة المستمدة من الرياضيات تعتمد على براهين وهذه البراهين بدورها تعتمد على مبادئ رياضية عالمية تقوم بالأساس على البديهيات والنظريات بشكل طفيف. بشكل عام فالأدلة كافية لإثبات شيء بقوة خاصة عندما لا تعتمد على عتبة الاكتفاء في الأدلة بل تُصبح دليلا في حد ذاتها. لكن في القانون الأمر يختلف؛ فنفس الأدلة قد تقنع أحد المحلفين ثم قد لا تقنع آخر. أما البرهان الفلسفي فيقنع الاثنين على حد سواء باعتبار أن معايير هذا البرهان صعبة التحقق وصارمة وتتطلب دلائل عدة في كل خطوة على مسار المنطق.
لطالما اعتُمد على البراهين منذ العصور القديمة وحتى الآن، فمثلا أرسطو اعتمد على البراهين في ملاحظة أن أنماط الطبيعة متشابهة وبهذا شكل فكرة حتمية تقوم على أن الأنماط هي جزء لا يتجزأ من الطبيعة. من ناحية أخرى وجد توما الأكويني قانون فيزيائي يؤكد على نمطية الطبيعة كدليل على أن الطبيعة لا تحكمها الصدفة.
في الحقيقة لا يجب أن تكون البراهين لفظية، فمثلا لم يُفلح كوبرنيكوس في إقناع الناس بحركة الشمس عبر السماء من خلال الاعتماد على نموذج مركزية الأرض (الشمس تدور حول الأرض) وذلك لعدة أسباب من بينها أنه اعتمد على براهين لفظية لا كتابية مفسرة ومعمقة ومبسطة أيضا. لكن وفي المقابل فحتى الأدلة اللفظية قد تلعب دورا مهما خاصة في علم القانون؛ فمثلا لو تُركت أدلة لفضية في مسرح الجريمة فقد تكون بمثابة إثبات هوية الجاني، بل لن تحتاج تأكيد كون الدليل اللفظي واضح ولا يستلزم دراسة معمقة؛ فعلى سبيل المثال لا الحصر يُعد التوقيع دليلا مباشرا على التأليف ومن خلال تحليل بسيط لخط اليد يمكن الوصول لدليل قد يفك القضية.
في مجال التواصل الشفوي أو الكتابي والذي يعتمد بشكل عام على التواصل يُعد إجراء المحادثات، الحوارات والخطابات وما إلى ذلك دليل على الإقناع خاصة عندما يتعلق الأمر بالأفعال اللغوية. مختلف مجالات الرياضيات القائمة بشكل أساسي على المسلمات ثم الفرضيات فالبرهان هو حجة ضرورية للبرهنة على نظرية ما، وبالتالي لن يتم قبول النظرية أو الفرضية ما لم تحصل على برهان منطقي سليم وذلك بعد المرور طبعا بقواعد الاستدلال بدءا من تلك البديهية ثم الفرضية وهكذا. بات موضوع المنطق وبخاصة نظرية الإثبات ذو أهمية كبيرة حيث يُستعمل في الدراسات المعمقة كما له دور مهم في بناء مفهوم البرهان الفلسفي، وبات في الآونة الأخيرة يُستعمل في نظرية وجود الله حيث يتم جمع مجموعة من الأدلة لإثبات وتبرير وجوده. أما في الفقه القانوني فالبرهان من أجل الحقيقة يُقابل مفهوم قانون الإثبات، جنبا إلى جنب مع مفهوم «عبء الإثبات» كمفهوم مشترك بين كل من الفلسفة والقانون.
الأدلة مطلوبة في معظم التخصصات لإثبات شيء ما، وتُعد الأدلة المستمدة من تجارب العالَم من حولنا خاصة تلك المتعلقة بالعلم مهمة ولها قدر كبير من المصداقية وبالتحديد عندما يتعلق الأمر بالطبيعة كما تُعتبر الأدلة الحاصل عليها من الشهود وتحقيقات الطب الشرعي مهمة إلى حد ما باعتبار أن نسبة الخطأ فيها ضعيفة. الاستثناء الملحوظ هنا هو أن الأدلة المستمدة من الرياضيات تعتمد على براهين وهذه البراهين بدورها تعتمد على مبادئ رياضية عالمية تقوم بالأساس على البديهيات والنظريات بشكل طفيف. بشكل عام فالأدلة كافية لإثبات شيء بقوة خاصة عندما لا تعتمد على عتبة الاكتفاء في الأدلة بل تُصبح دليلا في حد ذاتها. لكن في القانون الأمر يختلف؛ فنفس الأدلة قد تقنع أحد المحلفين ثم قد لا تقنع آخر. أما البرهان الفلسفي فيقنع الاثنين على حد سواء باعتبار أن معايير هذا البرهان صعبة التحقق وصارمة وتتطلب دلائل عدة في كل خطوة على مسار المنطق.